# Suderwittingen

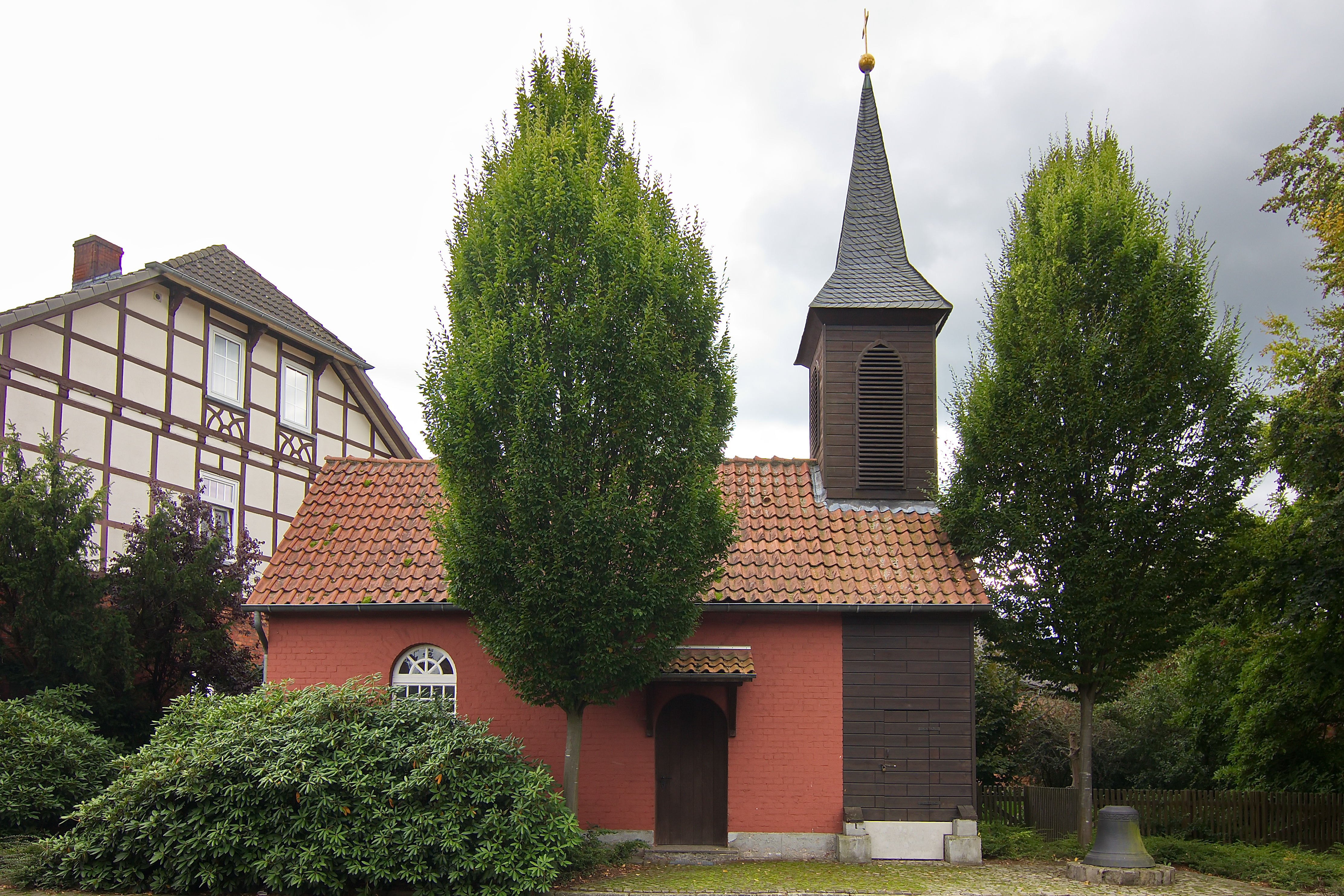
Kapelle „Heilige Drei Könige“ in Suderwittingen mit kleinen Farbgläsern von Charles Crodel

Suderwittingen ist eine Ortschaft der Stadt Wittingen im niedersächsischen Landkreis Gifhorn.

## Geografie und Infrastruktur
Der Ort liegt südöstlich des Kernbereichs von Wittingen.
Südwestlich liegt das Naturschutzgebiet Bornbruchsmoor.
Durch den Ort verläuft die B 244. Ab 1909 besaß der Ort einen Bahnhof an der Strecke Wittingen-Oebisfelde. Der zuletzt noch durchgeführte Güterverkehr wurde 2004 eingestellt. Ein Anschlussgleis führte zu einem örtlichen Saatlager der ehemaligen Raiffeisen AG (heute Agravis Raiffeisen).

## Geschichte
Am 1. März 1974 wurde Suderwittingen zusammen mit den damaligen Gemeinden Darrigsdorf, Erpensen, Gannerwinkel, Glüsingen, Kakerbeck, Lüben, Rade, Stöcken und Wollerstorf in die Stadt Wittingen eingemeindet.

## Politik
Ortsvorsteher ist Carsten Dreblow.

## Kultur und Sehenswürdigkeiten
- Die Kapelle „Heilige Drei Könige“ fand im Jahr 1537 erste Erwähnung. Sie besitzt eigenhändig von Charles Crodel 1968 ausgeführte Glasmalereien und geätztes Überfangglas.[4]